# Paratrigona
Paratrigona är ett släkte av bin. Paratrigona ingår i familjen långtungebin.

## Dottertaxa tillParatrigona, i alfabetisk ordning[1]
- Paratrigona anduzei
- Paratrigona catabolonota
- Paratrigona compsa
- Paratrigona crassicornis
- Paratrigona eutaeniata
- Paratrigona euxanthospila
- Paratrigona femoralis
- Paratrigona guatemalensis
- Paratrigona guigliae
- Paratrigona haeckeli
- Paratrigona impunctata
- Paratrigona incerta
- Paratrigona isopterophila
- Paratrigona lineata
- Paratrigona lineatifrons
- Paratrigona lophocoryphe
- Paratrigona lundelli
- Paratrigona melanaspis
- Paratrigona myrmecophila
- Paratrigona nuda
- Paratrigona onorei
- Paratrigona opaca
- Paratrigona ornaticeps
- Paratrigona pacifica
- Paratrigona pannosa
- Paratrigona peltata
- Paratrigona permixta
- Paratrigona prosopiformis
- Paratrigona rinconi
- Paratrigona subnuda
- Paratrigona uwa